# Piteå och Älvsby tingslag
Piteå och Älvsby tingslag var ett tingslag i södra Norrbottens län i Norrbotten och omfattade nuvarande Piteå och Älvsbyns kommuner. Yta var 1934 var 4 961 km², varav land 4 740 och det då hade 31 566 invånare. Tingsställen var till 1950 Öjebyn och Älvsbyn, därefter användes ett nybyggt tingshus i Piteå.
Tingslaget bildades den 1 januari 1928 (enligt beslut den 1 april 1927) genom en sammanslagning av Piteå tingslag och Älvsby tingslag. 1971 ombildades tingslaget till Piteå tingsrätt. 
Tingslaget ingick i Piteå domsaga, bildad 1877.

## Socknar
Piteå och Älvsby tingslag omfattade följande socknar:
 
Hörande före 1928 till Piteå tingslag
- Piteå socken
- Norrfjärdens socken
- Hortlax socken

Hörande före 1928 till Älvsby tingslag
- Älvsby socken

Piteå stad hade egen jurisdiktion med rådhusrätt till 1943 och ingick sedan i detta tingslag  